# Willa Arpada Chowańczaka w Warszawie

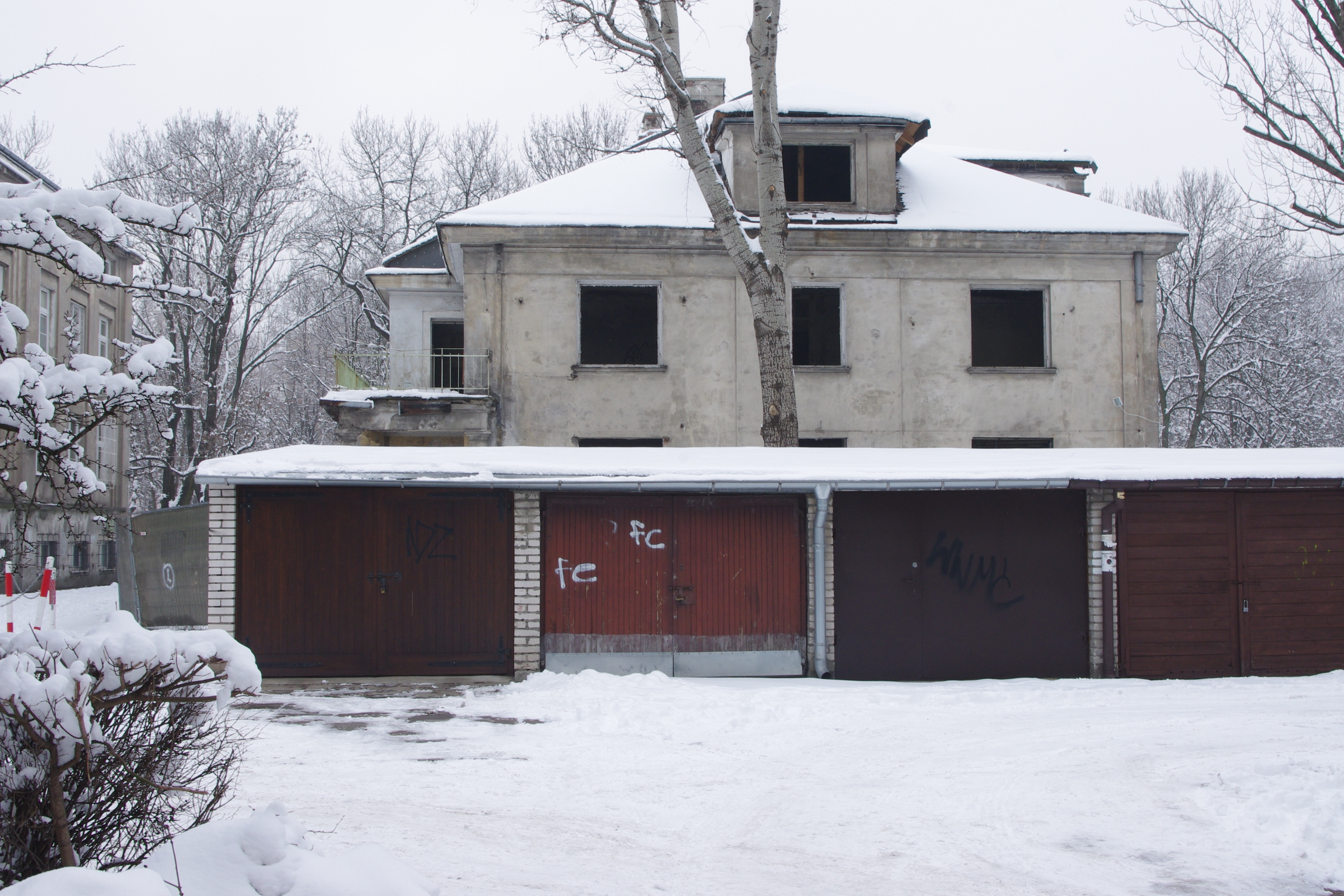
Willa Arpada Chowańczaka przy ul. Morskie Oko 5 w Warszawie (luty 2013)

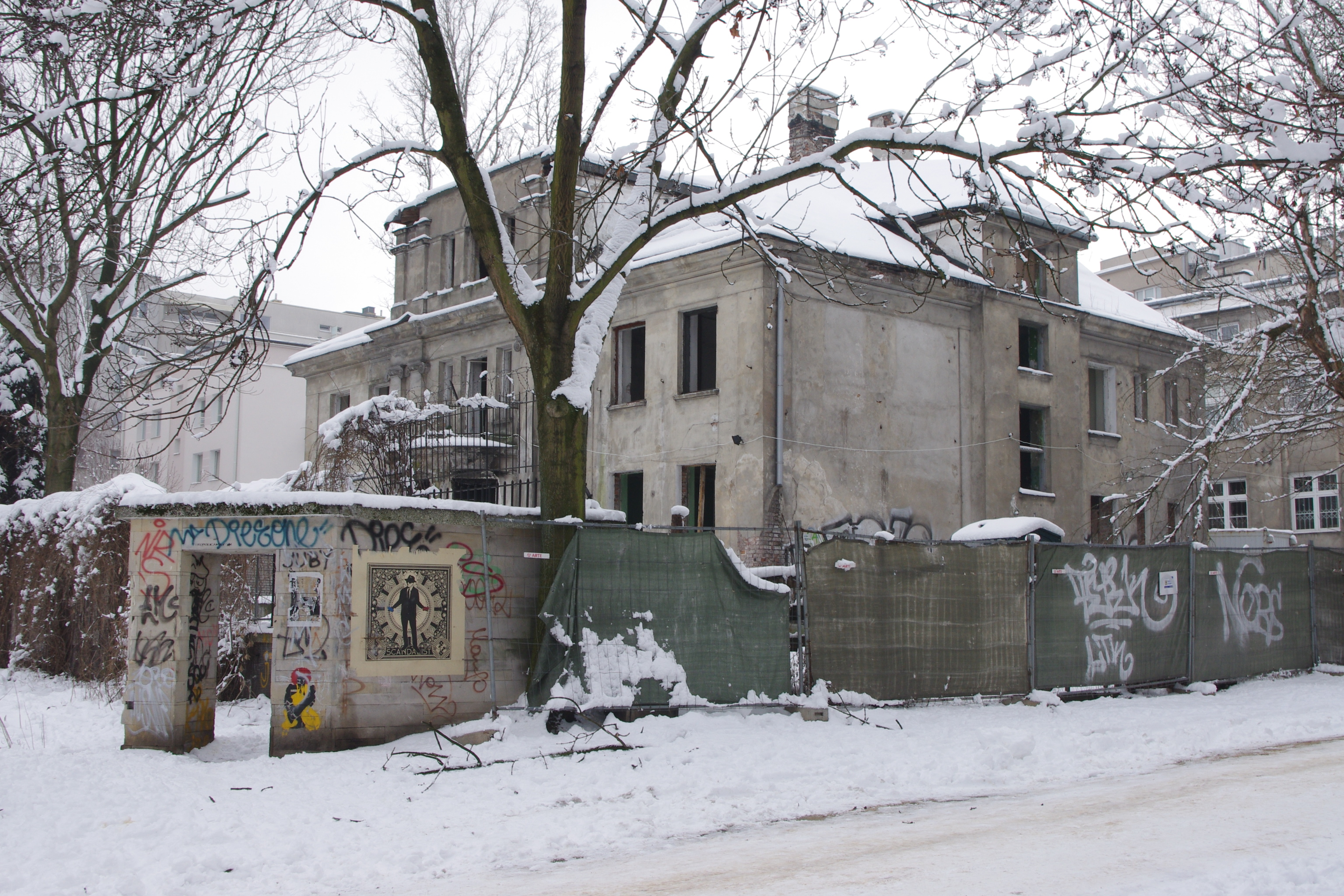
Willa Arpada Chowańczaka przy ul. Morskie Oko 5 w Warszawie (luty 2013)

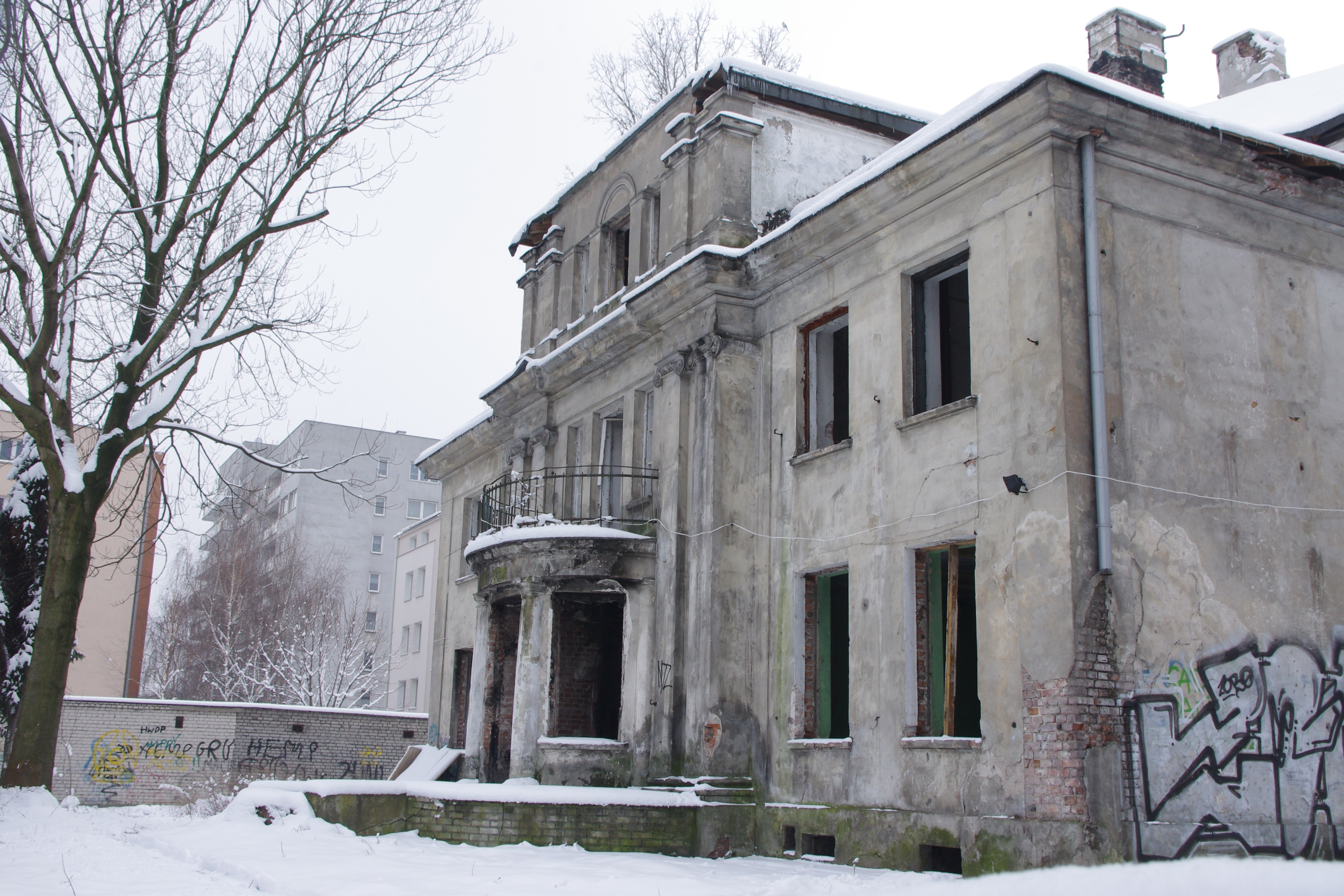
Willa Arpada Chowańczaka przy ul. Morskie Oko 5 w Warszawie (luty 2013)

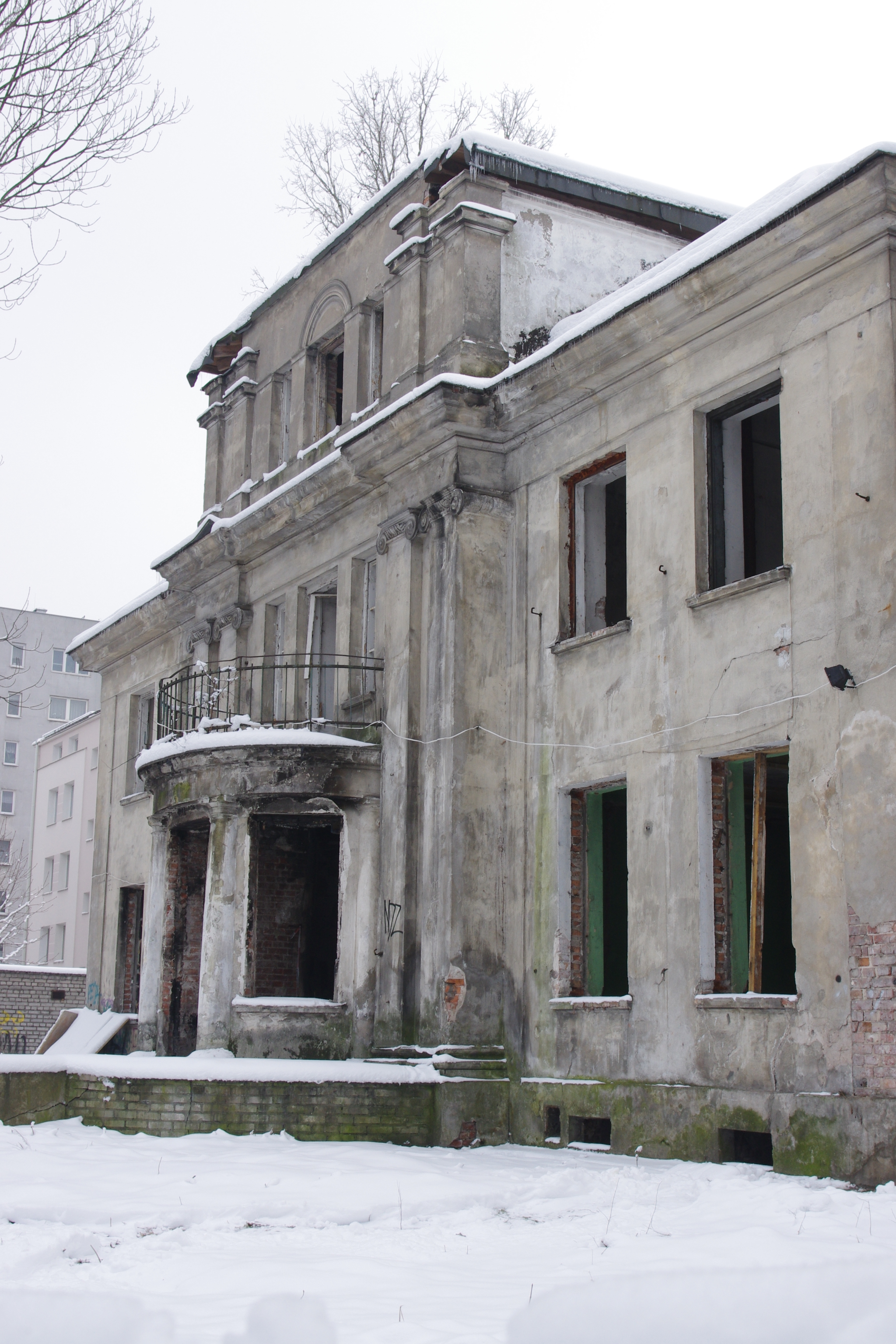
Willa Arpada Chowańczaka przy ul. Morskie Oko 5 w Warszawie (luty 2013)

Willa Arpada Chowańczaka w Warszawie – zabytkowa willa położona na warszawskim Mokotowie przy ul. Morskie Oko 5.

## Historia
Willa została zbudowana w 1928 r. na zlecenie polskiego potentata przemysłu kuśnierskiego Andrzeja „Arpada” Chowańczaka. Usytuowana była pomiędzy ul. Puławską a skarpą, nieopodal neogotyckiego pałacyku Szustra. W sąsiedztwie budowana była fabryka Chowańczaków oraz, od 1939 r., kamienica pod adresem Puławska 61, również należąca do rodziny. 
W czasie II wojny światowej willa Chowańczaków była ważnym ośrodkiem konspiracyjnym ze względu na zaangażowanie Jana Daniela Chowańczaka – syna Arpada, w działalność podziemną. W willi byli między innymi ukrywani przedwojenni pracownicy firmy pochodzenia żydowskiego, w tym rodzina Biegunów. 
Podczas powstania warszawskiego, w nocy z 5 na 6 sierpnia 1944 r., willę zajęli żołnierze 3. Plutonu podporucznika Tomasza Kępińskiego ps. „Krzywosąd” z Dywizjonu Pułku Szwoleżerów im. Marszałka Józefa Piłsudskiego pod dowództwem porucznika Aleksandra Tyszkiewicza ps. „Góral”. 
Zarówno willa, sąsiednia fabryka, jak i konstrukcja sąsiedniej kamienicy Chowańczaków przetrwały wojnę. 22 września 1944 r. niemiecki Stukas zbombardował ul. Puławską, jednak bomba zwaliła sąsiednią kamienicę przy ul. Puławskiej 63 na rogu z ul. Belgijską. Po wojnie sąsiednią kamienicę Chowańczaków prowizorycznie ukończono i przekształcono na biura. 

### XXI wiek
Na początku XXI w. willę odzyskali spadkobiercy Arpada Chowańczaka, odsprzedając ją następnie spółce Candela planującej w tym miejscu budowę apartamentowca. 
Przeciwnikami planów spółki Candela byli naczelny architekt miasta Michał Borowski i stołeczna konserwator zabytków Ewa Nekanda-Trepka, ale inwestora popierał w jego działaniach ówczesny wojewódzki konserwator zabytków Ryszard Głowacz, odmawiając między innymi wpisania willi do rejestru zabytków oraz proponując jej rozbiórkę i odbudowę w innym miejscu. Decyzja ta i działania wojewódzkiego konserwatora zabytków spotkały się z ostrymi protestami historyków architektury i varsavianistów, a Ministerstwo Kultury i Dziedzictwa Narodowego ostatecznie ją uchyliło. 
Budynek w rejestrze zabytków umieściła w 2010 r. Barbara Jezierska – nowy wojewódzki konserwator zabytków. W tym też roku miasto przyjęło plan miejscowy, gdzie również zapisano ochronę willi Arpada Chowańczaka. 
W międzyczasie willa zmieniła właściciela: spółka Candela odsprzedała willę hiszpańskiemu deweloperowi Torca W, który wcześniej nabył sąsiednie działki i zburzył na nich dwie wille, planując w tym miejscu budowę biurowców. Ostatecznie decyzja konserwatora zabytków pokrzyżowała plany dewelopera, który po nieudanych próbach zablokowania wpisania willi do rejestru zabytków, wystawił ją na sprzedaż. Jednocześnie Torca W pozostawiła willę bez jakiegokolwiek dozoru. W tym okresie willa uległa kilkakrotnym podpaleniom, które nadwerężyły stropy i ściany budynku. Sympatycy historii i architektury podkreślali, że jest to celowe działanie właściciela, który prowadzi do zniszczenia budynku, chcąc w ten sposób doprowadzić do jego rozbiórki. 
W połowie 2011 r. stowarzyszenie MOKO – Akcja 1 zorganizowało obok opuszczonej willi święto dla mieszkańców dzielnicy, podczas którego sadzono kwiaty wokół zaniedbanego budynku, a w oknach zawieszono portrety przedwojennego właściciela Arpada Chowańczaka.
Pod koniec 2012 r. willa zyskała nowego właściciela – spółkę AP Projekty z Konstancina-Jeziorny, należącą do Andrzeja Piliszka – szefa firmy deweloperskiej Myoni, znanej z budowy apartamentowców w Warszawie i Gdyni, który zapewnił iż przywróci jej przedwojenny blask. Teren został ogrodzony, oczyszczony z krzaków, podlega stałej ochronie, a sam budynek wewnątrz został zabezpieczony przez drewniane stemple podpierające przepalone stropy budynku. Andrzej Pliszak deklaruje, że planuje odnowić willę i zamieszkać w niej, a na sąsiednich działkach zbudować cztery dwupiętrowe wille z podziemnymi garażami.

## Architektura
Zdaniem historyka sztuki prof. Waldemara Baraniewskiego willa ma niekwestionowaną wartość artystyczną i historyczną, jako przykład tzw. redukcyjnego klasycyzmu – będącego trzecim, obok stylu dworkowego i modernizmu, kierunkiem w międzywojennej architekturze. Willa nakryta jest wysokim dachem, ożywiona toskańskimi kolumienkami z elewacją ogrodową przyozdobioną jońskimi pilastrami. Posiada kolumnowy ganek, narożną werandę i do dzisiaj zachowała wewnętrzne schody z kutymi balustradami. 